# Konur Alp
Konur Alp (turco otomano: قونور آلپ; m. 1328) foi um dos guerreiro e comandante militar otomano que serviu a Osmã I e Orcano I, sendo um dos primeiros notáveis militares do inicio do Império Otomano.
Konur Alp foi enviado para o combate aos bizantinos na direção ao Mar Negro e adiante. Ao longo dos anos conquistou cidades como Akyazı, Mudurnu, Sacaria e a região da Bacia de Melen.
Morreu em 1328 e provavelmente foi enterrado em Düzce.